# 諾基亞Lumia 810
諾基亞Lumia 810 （英語：Nokia Lumia 810）是諾基亞與T-Mobile合作於2012年推出的一款智慧型手機，搭載Windows Phone 8作業系統。

## 脚注
1. ↑  由於美國電信市場幾乎都是採用綁約鎖機制，目前AT&T享有獨家銷售諾基亞Lumia 920的權利，因此T-Mobile的用戶無法體驗諾基亞Lumia 920。但或許T-Mobile考量到陣中已有WP8的高階產品線HTC 8X，因此T-Mobile推出了諾基亞Lumia 810來填補低階WP8產品線的空缺。